# Laevicephalus opalinus
Laevicephalus opalinus är en insektsart som beskrevs av Ross och Hamilton 1972. Laevicephalus opalinus ingår i släktet Laevicephalus och familjen dvärgstritar. Inga underarter finns listade i Catalogue of Life.